# ギリシャに消えた嘘
『ギリシャに消えた嘘』（ギリシャにきえたうそ、The Two Faces of January）は、2014年のアメリカ合衆国・イギリス・フランス合作のスリラー映画。監督はホセイン・アミニ、主演はヴィゴ・モーテンセンが務めた。パトリシア・ハイスミスの『殺意の迷宮』（1964年出版）を原作としている。
本作は2014年2月に開催された第64回ベルリン国際映画祭のスペシャル・グラス・セレクションに出品された。

## ストーリー
1962年、ハンサムで魅力的に見えるチェスター・マクファーランドとその妻コレットはギリシャに旅行し、アテナイのアクロポリスを訪れた。そこで2人はツアーガイドに扮して観光客に詐欺を行っていたライダルと出会う。2人はライダルをディナーに招待する。ライダルはチェスターの資産とコレットの美しさに魅了されていたため、招待を受けることにした。そして、夫妻のことを自分のガールフレンドに話した。
コレットはライダルのことを気に入ったが、チェスターはライダルを信用していなかった。夕食の後、ライダルはコレットがタクシーにブレスレットを落としたことに気付いた。そこで、ライダルはブレスレットを返しに夫妻の宿泊するホテルへ引き返した。ところが、チェスターの投資詐欺の被害者が雇った私立探偵がマクファーランド夫妻の宿泊するホテルを訪れ、弁償を要求し、銃を突き付けていた。チェスターは探偵につかみかかり、殺してしまう。チェスターは探偵の宿泊した部屋に遺体を移動させようとするが、ライダルは廊下でその様子を目撃してしまった。チェスターはライダルに「探偵がバーで酔いつぶれていたことにしたい。そのために力を貸してくれ。」と頼んだ。
ライダルはマクファーランド夫妻をパスポート偽造ができる友人の元へ連れて行った。ホテルのフロントにある2人のパスポートを偽造パスポートと置き換えるためである。偽造パスポートができるまでの間、3人はレストランで食事をとることにした。チェスターは酒を飲みながらも、コレットとライダルが親しげにダンスを踊るのを見ていた。そして、3人は波止場で眠りにつき、起床後、バスでハニアに向かった。ハニア到着後、コレットは夫が寝ている間にライダルの部屋を訪れた。（この時、ライダルとコレットの間に何があったのかは映画内ではっきりと明かされない。）イラクリオンに戻る途中、コレットはアテネのホテルから逃げ出したアメリカ人の写真が新聞に載れば、誰かがそれをコレットだと指摘するだろうと思っていた。あるバス停で、コレットはバスから逃げるようにして降りた。チェスターとライダルはコレットを追って、クノッソスの遺跡群へと向かった。
やがて、雨が降り出したので、3人は雨宿りできる場所を探した。チェスターはライダルを地下の迷宮に呼び寄せ、ライダルを殴りつけた。コレットは一人で戻ったチェスターへ、ライダルの身に何があったのかと訊いた。チェスターが、ライダルを探しに地下へ向かおうとするコレットを段上に引き上げようとしたところ、抵抗したコレットはバランスを失い、階段から転落して死んだ。翌朝、意識を取り戻したライダルは旅行中の学生一行に姿を見られてしまった。チェスターはパスポートを取りにイラクリオンに急行した。そこで、チェスターはライダルの友人にパスポート偽造の費用として2500ドルを支払った。ライダルもクノッソスにやって来てチェスターを見つけ出した。2人は自分たちの片方でも捕まれば、もう片方も逮捕されることを自覚していたのである。
2人は船でアテネへと向かい、空港に行く。そこから、ドイツのフランクフルトへ逃亡しようとする。

## キャスト
※括弧内は日本語吹替
- チェスター・マクファーランド - ヴィゴ・モーテンセン（てらそままさき）
- コレット・マクファーランド - キルスティン・ダンスト（園崎未恵）
- ライダル - オスカー・アイザック（中村章吾）
- ヤーヒャ - イジット・オツセナー
- ローレン - デイジー・ビーヴァン（有賀由樹子）
- ポール・ヴィットーリオ - デヴィッド・ウォーショフスキー（鈴木佑治）
- ニコ - オミロス・ポールアキス（藤沼建人）

## 製作
本作の脚本を執筆したホセイン・アミニにとって、この作品が監督デビュー作となった。アミニは「『殺意の迷宮』を映画化して、自分で監督してみたいと15年間願ってきた。」と述べている。『殺意の迷宮』の映画化権を獲得したトム・スターンバーグはスタジオカナルとワーキング・タイトル・フィルムズの協力を得て、アミニと共に映画化の作業を進めていった。
主要撮影はギリシャのクレタ島、アテネ、トルコのイスタンブール、イギリスのイーリング・スタジオを中心に2012年8月より開始された。

## 公開
スタジオカナルがイギリス、ドイツ、フランス、オーストラリア、ニュージーランドでの配給を行い、ユニバーサル・スタジオがスペイン、北欧での配給を行った。エンターテインメント・ワンがカナダでの配給権を購入した。また、マグノリア・ピクチャーズはアメリカ合衆国で本作を配給する権利を購入し、2014年10月3日に劇場公開に先立って、同年8月28日に本作をビデオ・オン・デマンド形式でダウンロード販売した。

## 評価
本作は批評家から高い評価を受けている。映画批評集積サイトのRotten Tomatoesには105件のレビューがあり、批評家支持率は82%、平均点は10点満点で6.9点となっている。サイト側による批評家の意見の要約は「見事な画面作りと複雑で深みのある登場人物、そして、アルフレッド・ヒッチコック風の脚本が絡み合って、『ギリシャに消えた嘘』はロマンティック・スリラー映画のファンに心地よい刺激を当ててくれる。」となっている。また、Metacriticには30件のレビューがあり、加重平均値は66/100となっている。
バラエティのピーター・デブルージは「アミニ監督はヒッチコックとハイスミスの作風を見事に混ぜ合わせた。」と本作を高く評価している。ハリウッド・リポーターのデボラ・ヤングは本作と『リプリー』（本作と同じくパトリシア・ハイスミスの小説を原作としている）を比較して、「『ギリシャに消えた嘘』からは、あの作品（『リプリー』）にあった生きていることの喜びが消え失せていた。しかし、本作のカメラワークは凝ったもので、アミニの演出力の高さを知ることができる。」と述べている。ニューヨーク・タイムズのマノーラ・ダーギスは「アミニ監督は物語に見事なディテールと厚みを加えている。」と評した。ロサンゼルス・タイムズのベッツィー・シャーキーは「原作のように、理解しがたい登場人物の動きがある。しかし、本作のストーリー展開は観客の心をひきつけるものだ。」と述べた。

## 原作の訳書
- パトリシア・ハイスミス『殺意の迷宮』 榊優子訳、創元推理文庫、1988年